# Armistici de Villa Giusti

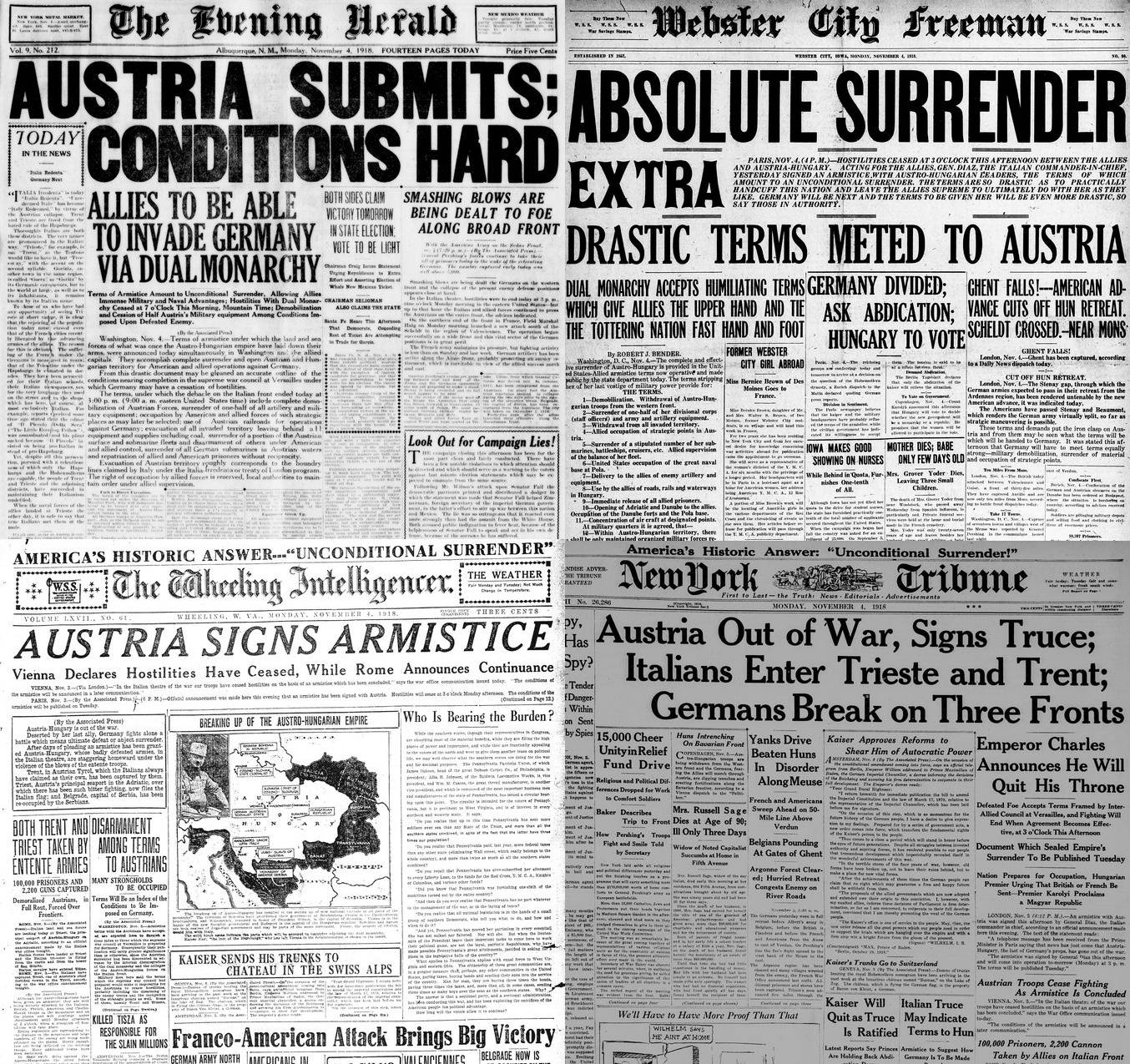
Portades de diaris amb l'esdeveniment als seus titulars.

L'Armistici de Villa Giusti o Armistici de Pàdua, és l'únic que l'Imperi Austrohongarès va signar amb la Triple Entesa, i que va donar fi a la guerra entre Itàlia i Àustria-Hongria en el front italià durant la Primera Guerra Mundial. L'armistici va ser signat el 3 de novembre de 1918 a la ciutat de Pàdua, en la Villa Giusti i es devia aplicar després de 24 hores.

## Negociacions
A començaments de novembre de 1918, davant la rendició búlgara (29 de setembre de 1918) i l'alliberament de Sèrbia -Belgrad va ser alliberat l'1 de novembre de 1918-, l'alt comandament austrohongarès va enviar el general Viktor Weber Edler von Webenau a Itàlia a negociar un alto el foc. Els comandaments italians li van comunicar les seves condicions i li van concedir fins al 3 de novembre per donar-los una resposta.
Von Webenau va sol·licitar als seus superiors a Baden una ràpida resposta, mentre que les notícies de Budapest parlaven de la separació d'Hongria i de la pròxima rendició de les seves tropes.

## Condicions de l'armistici
El comandament austrohongarès permetia l'ocupació dels punts que la Triple Entesa considerés estratègics per a la seva futura ofensiva contra Alemanya, que es preparava i havia d'avançar cap a Múnic.
Les condicions van ser acceptades el 3 de novembre de 1918, actuant el general Armando Diaz en nom dels Aliats. Als Balcans, on estaven a punt de començar les converses de pau amb els representants del nou govern hongarès, la notícia de la signatura de l'armistici va arribar el 5 de novembre.